# Ossenbruch (Adelsgeschlecht)

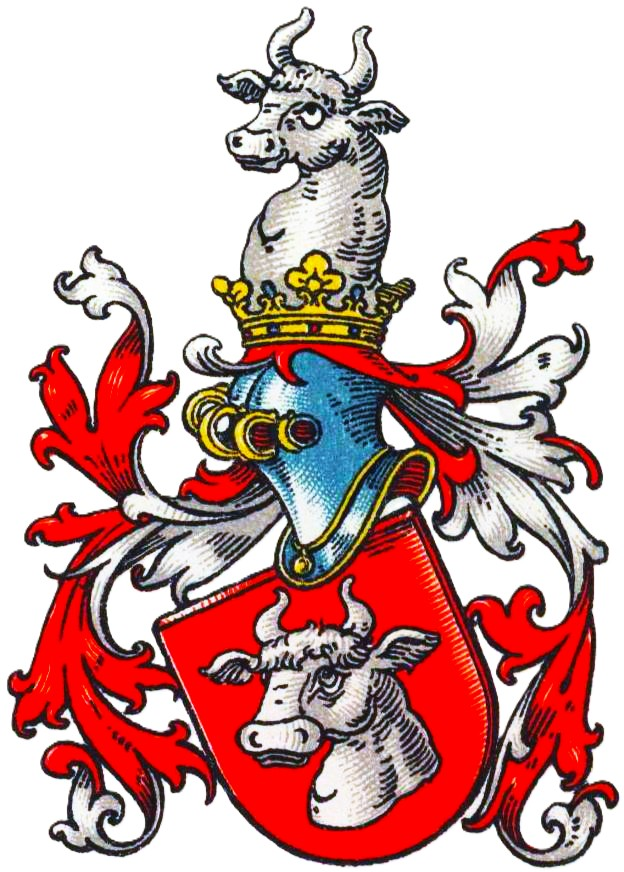
Wappen derer von Ossenbrock im Wappenbuch des Westfälischen Adels

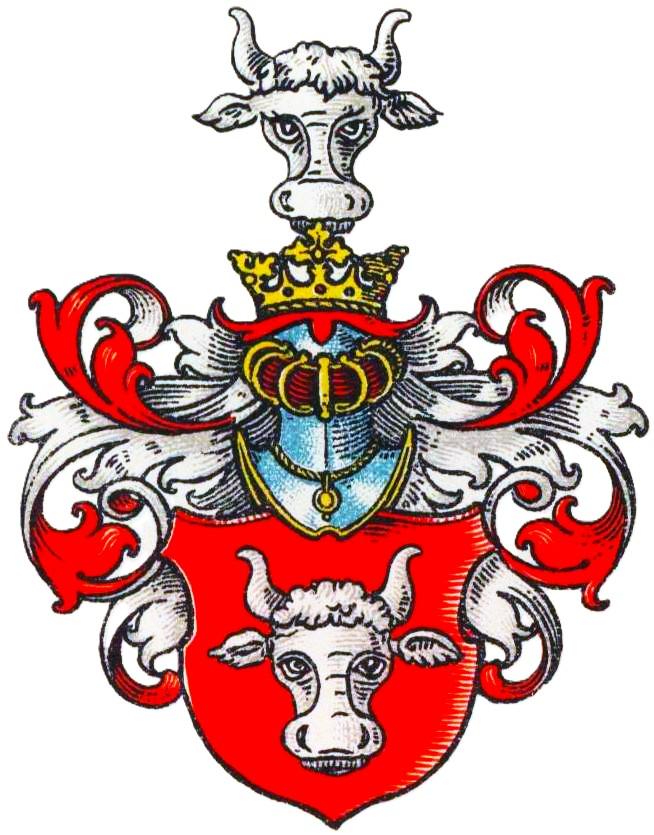
Wappen derer von Ossenbrock gen. Tyll im Wappenbuch des Westfälischen Adels

Ossenbruch (auch: Ossenberg, Ossenbrock, Ossenbroich, Ossenbruch genannt Tyll o. ä.) ist der Name eines niederrheinisch-westfälischen Adelsgeschlechts.

## Geschichte
Das Geschlecht stammt von einem namensgebenden Stammsitz Haus Ossenbroek in Bedburg-Hau bei Kleve, den die Familie schon 1289 und noch 1823 im Besitz hatte. In Westfalen und am Niederrhein hatte die Familien u. a. den folgenden weiteren Besitz: Bärendorf (Bochum) (urkundlich 1720–1749), Bladenhorst (1618), Blitterswijck (1618), Boichem (1550), Broich oder Morsbroich (1491–1530), Colvenburg (1618), Kranenburg (Niederrhein) (1394), Haus Dönhoff (1618–1717), Haén (1618–1717), Haldern (1829), Keppel (1618), Kurtenbach (1618), Laufenberg in Alt-Wilhelmstein (1587), Neuenhofen im Amt Linn (1441), Ossenberg (Rheinberg), Raderbroich (1353) und Till (1823) und Wische (1618).

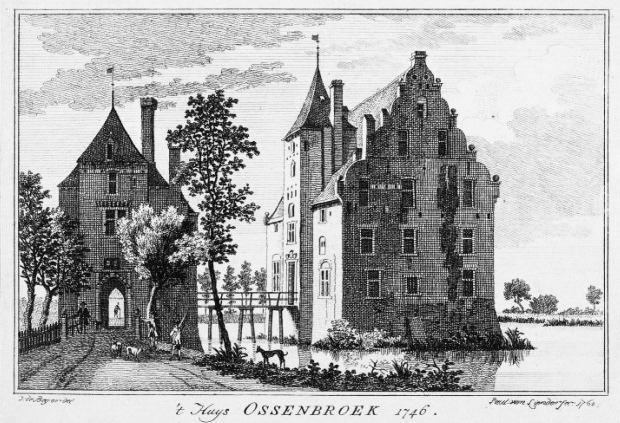
Haus Ossenbroek in Bedburg-Hau, 1742
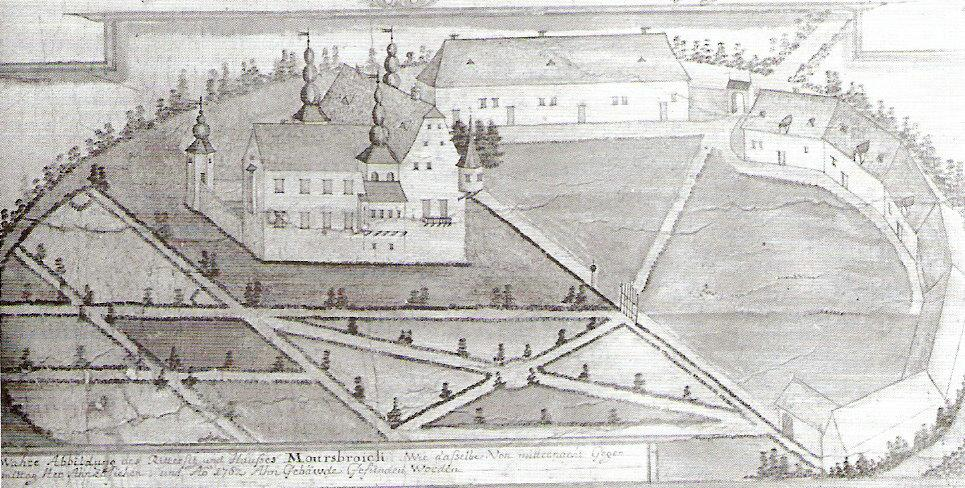
Schloss Morsbroich, 1762
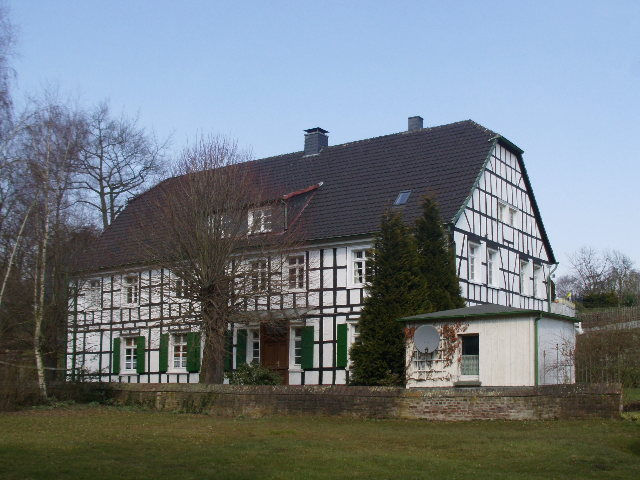
Haus Dönhoff, 2013

Auch in die Ostseeprovinzen kam das Geschlecht früh. Johann de Osenbryghe († vor 1347, vermutlich bereits 1341) war Revaler Bürger 1312–1331 und Ratsherr 1333, 1337, 1338, 1341.
In der St.-Lambertus-Kirche in Düsseldorf-Kalkum findet sich ein Epitaph für Johann von und zu Ossenbruch aus dem Jahr 1615.
Johann Martin von Ossenbruch, wohnhaft in Haldern, wurde 1829 unter der Nr. 150 der Klasse der Edelleute in die Adelsmatrikel der preußischen Rheinprovinz eingetragen. Ein weiterer Spross der Familie war Johann Christoph von Ossenbruch (1743–1804), königlich-preußischer Generalmajor.
Leopold von Ledebur und, von diesem abschreibend, Ernst Heinrich Kneschke stellen fest, dass die „von Ossenberg (Ochsenkopf ohne Hals)“, die „im 16. Jahrhundert ausgestorben zu sein scheinen“, schwer von den Ossenbruch zu trennen seien. Max von Spießen dagegen bringt ein entsprechendes Wappen unter dem Namen „Ossenbruch genannt Tyll“, die um 1600 erloschen seinen, aber zum selben Stamm gehörten.

## Persönlichkeiten
- Jacob von Ossenbruch und Petrus von Ossenbruch, Mitglieder der Wassenberger Prädikanten
- Johann von Ossenbruch (1594) († 1594), Jülicher Hofmeister, ⚭ Margarethe von Bodlenberg genannt Schyrp
- Johann von Ossenbruch (1625) († 1625), Herr zu Blitterswich und Haen, Amtmann zu Grevenbroich, ⚭ Elisabeth von Viermund
- Johann Christoph von Ossenbruch (1743–1804), preußischer Generalmajor

## Wappen
Blasonierung: In Rot ein silberner Ochsenkopf mit Hals (bei Ossenbruch genannt Tyll ein Ochsenkopf von vorn ohne Hals). Auf dem gekrönten Helm mit rot-silbernen Helmdecken der Ochsenkopf vom Schild.